# Тальян, Шара Мкртычевич
Шара Мкртычевич Талья́н (1893—1965) — советский армянский певец (тенор, затем баритон) и музыкально-общественный деятель. Народный артист Армянской ССР (1939). Лауреат Сталинской премии второй степени (1946).

## Биография
Ш. М. Тальян родился 16 (28 июля) 1893 года в Тифлисе (ныне Тбилиси, Грузия) в семье ашуга Дживана. Пению обучался у Г. М. Сюни и С. А. Меликяна в духовной семинарии Нерсесян (Тифлис), а также в Петроградской консевавтории (1916—1918) у С. И. Габеля.
Один из организаторов (1933) и солистов (до 1954 года) Армянского оперного театра имени А. А. Спендиарова. Помимо оперных партий исполнял и записывал на грампластинки народные, гусанские и ашугские песни. Составитель и редактор (совместно с композитором М. Г. Агаяном) сборников песен Саят-Новы (1946, 1963) и Дживани (1955). Народный артист Шара Тальян и его супруга, заслуженная артистка Марианна Тальян (сценический псевдоним Седмар Тальян) — создатели Ереванского театра музыкальной комедии (Оперетты имени Пароняна).
Тальян дважды избирался Депутатом ВС Армянской ССР 1-2 созывов.
Умер 7 ноября 1965 года в Ереване. Правительство Республики ходатайствовало с предложением захоронения в саду Оперного театра, но семья предпочла захоронение рядом с его супругой в Пантеоне города Еревана. В последний путь артиста провожали около 65000 человек. Панихида проходила в здании Оперного театра города Еревана.

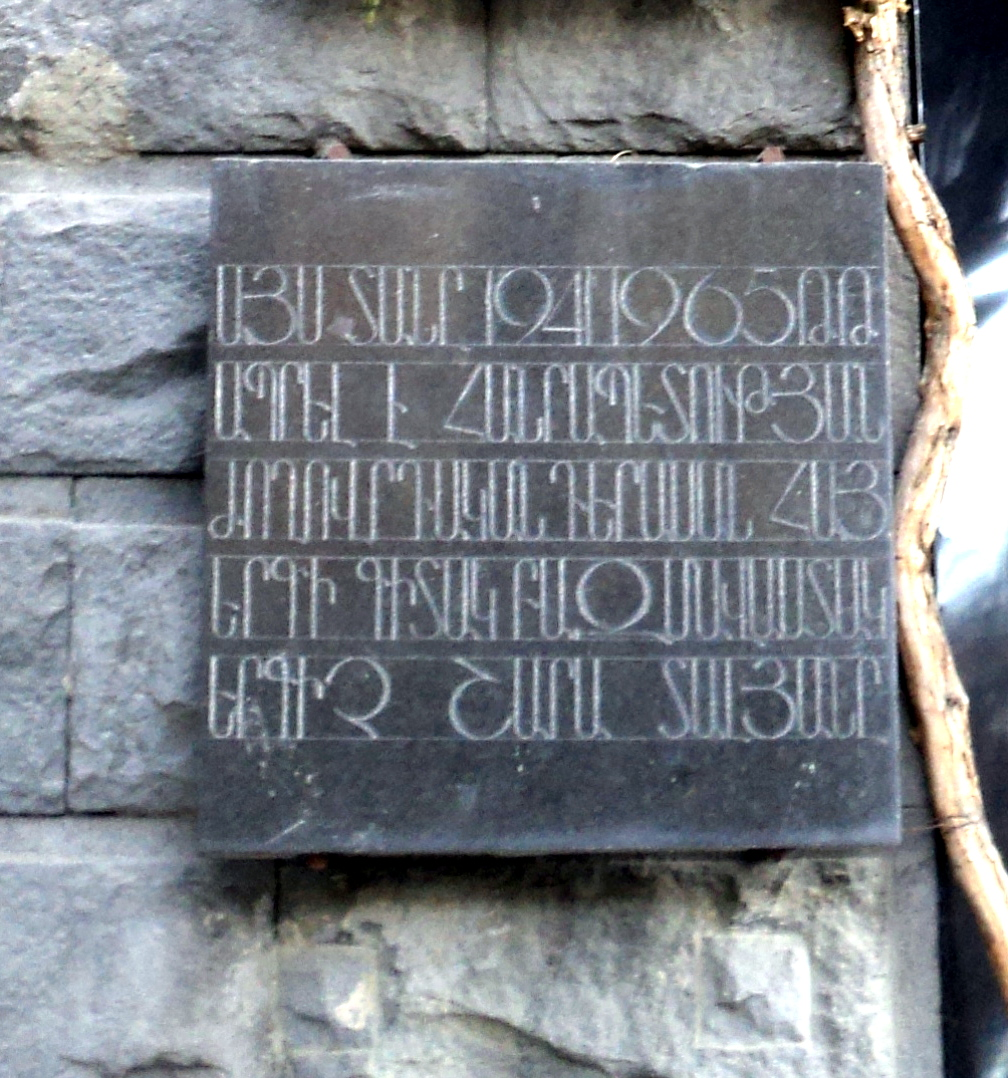

## Оперные партии
- 1912 — «Ануш» А. Т. Тиграняна — Саро, Нани
- 1938 — «Лусабацин» А. Л. Степаняна — Грикор
- 1945 — «Аршак Второй» Т. Г. Чухаджяна — Аршак II
- 1950 — «Давид-Бек» А. Л. Степаняна — Степанос Шаумян
- «Демон» А. Г. Рубинштейна — Синодал
- «Фауст» Ш. Гуно — Фауст
- «Кармен» Ж. Бизе — Хосе
- «Сос и Вардитер» Д. А. Казаряна — Сос
- «Алмаст» А. А. Спендиарова — Татул, Ашуг, Шейх
- «Кёр-оглы» У. А. Г. Гаджибекова — Кёр-оглы
- «Даиси» З. П. Палиашвили — Киазо

## Награды и премии
- народный артист Армянской ССР (1939)
- Сталинская премия второй степени (1946) — за исполнение заглавной партии в оперном спектакле «Аршак Второй» Т. Г. Чухаджяна
- орден Ленина (27.06.1956)
- орден Трудового Красного Знамени (4.11.1939)
- орден Красной Звезды (24.11.1945)
- медали